# Lukas Gugganig
Lukas Gugganig (Spittal an der Drau, 14 febbraio 1995) è un calciatore austriaco, difensore dell'Altach.

## Statistiche

### Presenze e reti nei club
Statistiche aggiornate al 5 maggio 2023.
| Stagione              | Squadra               | Campionato            | Campionato | Campionato | Coppe nazionali | Coppe nazionali | Coppe nazionali | Coppe continentali | Coppe continentali | Coppe continentali | Altre coppe | Altre coppe | Altre coppe | Totale | Totale |
| Stagione              | Squadra               | Comp                  | Pres       | Reti       | Comp            | Pres            | Reti            | Comp               | Pres               | Reti               | Comp        | Pres        | Reti        | Pres   | Reti   |
| --------------------- | --------------------- | --------------------- | ---------- | ---------- | --------------- | --------------- | --------------- | ------------------ | ------------------ | ------------------ | ----------- | ----------- | ----------- | ------ | ------ |
| 2013-2014             | Liefering             | EL                    | 24         | 2          | -               | -               | -               | -                  | -                  | -                  | -           | -           | -           | 24     | 2      |
| 2014-2015             | Liefering             | EL                    | 30         | 5          | -               | -               | -               | -                  | -                  | -                  | -           | -           | -           | 30     | 5      |
| Totale Liefering      | Totale Liefering      | Totale Liefering      | 54         | 7          |                 | -               | -               |                    | -                  | -                  |             | -           | -           | 54     | 7      |
| apr. 2015             | Salisburgo            | BL                    | 1          | 0          | CA              | -               | -               | UCL+UEL            | -                  | -                  | -           | -           | -           | 1      | 0      |
| 2015-2016             | FSV Francoforte       | 2L                    | 25         | 2          | CG              | 1               | 0               | -                  | -                  | -                  | -           | -           | -           | 26     | 2      |
| 2016-2017             | Greuther Fürth        | 2L                    | 5          | 0          | CG              | 0               | 0               | -                  | -                  | -                  | -           | -           | -           | 5      | 0      |
| 2017-2018             | Greuther Fürth        | 2L                    | 26         | 1          | CG              | 0               | 0               | -                  | -                  | -                  | -           | -           | -           | 26     | 1      |
| 2018-2019             | Greuther Fürth        | 2L                    | 20         | 2          | CG              | 1               | 0               | -                  | -                  | -                  | -           | -           | -           | 21     | 2      |
| Totale Greuther Fürth | Totale Greuther Fürth | Totale Greuther Fürth | 51         | 3          |                 | 1               | 0               |                    | -                  | -                  |             | -           | -           | 52     | 3      |
| 2019-2020             | Osnabrück             | 2L                    | 20         | 1          | CG              | 1               | 0               | -                  | -                  | -                  | -           | -           | -           | 21     | 1      |
| 2020-2021             | Osnabrück             | 2L                    | 27+1       | 0          | CG              | 1               | 0               | -                  | -                  | -                  | -           | -           | -           | 29     | 0      |
| 2021-2022             | Osnabrück             | 3L                    | 31         | 1          | CG              | 2               | 1               | -                  | -                  | -                  | -           | -           | -           | 33     | 2      |
| Totale Osnabrück      | Totale Osnabrück      | Totale Osnabrück      | 78+1       | 2+0        |                 | 4               | 1               |                    | -                  | -                  |             | -           | -           | 83     | 3      |
| 2022-2023             | Altach                | BL                    | 17         | 1          | CA              | 2               | 0               | -                  | -                  | -                  | -           | -           | -           | 19     | 1      |
| Totale carriera       | Totale carriera       | Totale carriera       | 227        | 15         |                 | 8               | 1               |                    | -                  | -                  |             | -           | -           | 235    | 16     |

## Palmarès

### Club

#### Competizioni nazionali
- Campionato austriaco: 1

Salisburgo: 2014-2015